# Ostrów (województwo lubuskie)
Ostrów – wieś w Polsce, położona w województwie lubuskim, w powiecie sulęcińskim, w gminie Sulęcin.
W latach 1975–1998 miejscowość położona była w województwie gorzowskim.

## Zabytki
Do wojewódzkiego rejestru zabytków wpisany jest:
- kościół filialny parafii w Sulęcinie pod wezwaniem Narodzenia Najświętszej Maryi Panny, z XIV wieku, 1911 roku.